# União das Freguesias de Préstimo e Macieira de Alcoba
União das Freguesias de Préstimo e Macieira de Alcoba, kurz Préstimo e Macieira de Alcoba, ist eine Gemeinde (Freguesia) der portugiesischen Stadt Águeda.
Die Gemeinde entstand am 29. September 2013 im Zuge der administrativen Neuordnung in Portugal aus dem Zusammenschluss der Gemeinden Préstimo und Macieira de Alcoba. Sitz wurde Préstimo.
Auf einer Fläche von 41,72 km² leben 808 Einwohner (Stand: 30. Juni 2011).